# Flashback (singel)
Flashback – jedenasty singel oraz utwór niemieckiego DJ-a i producenta – Tomcrafta, wydany 21 listopada 1998 (dokładnie miesiąc po wydaniu dwóch poprzednich singli: Gothic i The Mission i tego samego dnia co singel Powerplant) w Niemczech przez wytwórnię Kosmo Records (wydanie 12"). Utwór pochodzi z debiutanckiego albumu Tomcrafta – All I Got (siódmy singel z tej płyty). Na singel składają się dwa utwory: Flashback i Backflash.

## Lista utworów
1. Flashback (8:29)
2. Backflash (7:47)